# Shildon
Shildon is een civil parish in het bestuurlijke gebied Durham, in het Engelse graafschap Durham met bijna 10.000 inwoners.